# Hans Wahlgren (musiker)
Hans Vilhelm Wahlgren, född 9 april 1930 i Stockholm, död 10 december 1974 i Sundbyberg, var en svensk orkesterledare, arrangör, basist och dragspelare.
Han debuterade i radio 1948 och ledde under sju år Promenadorkestern i Stockholms parker samt var även dirigent för  Sveriges Radios underhållningsorkester.
Hans Wahlgren medverkade som arrangör och dragspelare vid många skivinspelningar och hade ett nära och mångårigt samarbete med flera av de stora namnen inom svensk vismusik, bland andra Thorstein Bergman, Fritz Sjöström, och Carl-Anton Axelsson. Han var till exempel arrangör och dirigent på Thorstein Bergmans Dan Andersson-LP (inspelad 1966, utgiven 1967).
Han var även dragspelare i radioprogrammet Våra favoriter och TV-programmet Från A till Ö. Hans Wahlgren är begravd på Sundbybergs begravningsplats.

## Filmmusik[4]
- 1968 – Pappa varför är du arg - du gjorde likadant själv när du var ung
- 1971 – Midsommardansen